# Wielki sarkofag Ludovisi
Wielki sarkofag Ludovisi – pochodzący z III wieku wielki sarkofag rzymski z reliefem o treści batalistycznej, znajdujący się w zbiorach Palazzo Altemps, części Muzeum Narodowego w Rzymie.
Sarkofag ma 1,53 m wysokości i długość 2,73 m. Odnaleziony został w 1621 roku w grobowcu przy via Tiburtina. Jego nazwa pochodzi od pierwszego właściciela, kardynała Ludovico Ludovisiego (1595-1632), kolekcjonera dzieł sztuki starożytnej. Front sarkofagu pokrywa wielki relief ukazujący scenę bitwy między Rzymianami i barbarzyńcami, przypuszczalnie starcie cesarza Decjusza z Gotami. Złożona scena została podzielona na cztery pasy; w dolnej części znajdują się leżący i klęczący pokonani barbarzyńcy, u góry natomiast widnieją piesi i konni żołnierze rzymscy. Centralną postacią jest pędzący na koniu młody wódz rzymski ukazany bez hełmu na głowie i z uniesioną prawą ręką, którą zachęca wojsko do bitwy. Identyfikuje się go z Herenniuszem lub Hostylianem, synami cesarza Decjusza. Na czole młodzieńca wyryty jest symbol krzyża, związany z popularnym wówczas w rzymskim wojsku kultem Mitry. 
Cały relief charakteryzuje się wysokim poziomem wykonania, z ekspresyjnym ukazaniem postaci i dbałością o detale. Na pozór chaotyczna scena bitwy jest czytelna i dbale rozplanowana. Całość nawiązuje stylistycznie do sztuki okresu Antoninów i klasycznych wzorców greckich. Rozmiary reliefu potęgują efekty światłocieniowe, zaś zachowane ślady złocenia wskazują, że pierwotnie całość pokryta była barwną polichromią.
Wieko sarkofagu, z reliefami przedstawiającymi wziętą do niewoli barbarzyńską rodzinę oraz kobiece popiersie, znajduje się obecnie w muzeum w Moguncji. Pierwotnie znajdowała się na nim także zatarta już dzisiaj inskrypcja.